# Desmeocraera mawa
Desmeocraera mawa är en fjärilsart som beskrevs av Sergius G. Kiriakoff 1979. Desmeocraera mawa ingår i släktet Desmeocraera och familjen tandspinnare. Inga underarter finns listade i Catalogue of Life.